# Hegesàndrides
Hegesàndrides o Agesàndrides (en llatí Hegesandridas o Agesandridas, en grec antic Ἡγησανδμιδας o Ἀγησανδριδας) va ser un navarc (almirall) espartà, fill d'un Hegesandre que probablement era membre de la última ambaixada espartana enviada a Atenes abans de la guerra del Peloponès.
Hegesàndrides amb 21 anys va ser nomenat comandant d'una flota de quaranta-dos naus destinada a promoure la revolta a Eubea l'any 411 aC. Les notícies sobre la seva sortida d'Esparta van arribar a coneixement del govern dels Quatre-cents en el moment en què estaven construint una fortificació davant del port del Pireu i Teràmenes d'Atenes va usar aquesta notícia per fer tirar endavant més ràpidament el projecte. Aviat es va veure que el seu objectiu era Eubea i va arribar a Oropos. Alarmats els atenencs van preparar les seves naus que estaven disposades al port, amb un total de 36. Però les tripulacions eren noves i no havien remat mai juntes. Un estratagema dels habitants d'Erètria va aconseguir allunyar els atenencs de les naus, i un senyal fet des de la mateixa ciutat va fer avançar l'almirall espartà que va obtenir una victòria fàcil i els atenencs van perdre 22 vaixells i tot Eubea menys Oreos es va revoltar. Segons Tucídides els atenencs es van consternar més per aquesta derrota que pel fracàs del setge de Siracusa, i van veure que si l'enemic hagués estat més ràpid hauria pogut obtenir una victòria definitiva.
Després se'n va anar a reforçar la flota de Míndar a l'Hel·lespont; els vaixells d'Eubea que va enviar a Míndar van desaparèixer tots menys un en una tempesta al Mont Atos, però Hegesàndrides va poder arribar amb altres vaixells; a l'Hel·lespont va derrotar més tard a un esquadró atenenc dirigit per Timòcares.
El 408 aC és esmentat com a comandant espartà de la costa de Tràcia.